# Wowkiwci (przystanek kolejowy)
Wowkiwci (ukr. Вовківці) – przystanek kolejowy w pobliżu miejscowości Nyżczi Wowkiwci, w rejonie chmielnickim, w obwodzie chmielnickim, na Ukrainie. Położony jest na linii Chmielnicki – Kamieniec Podolski – Kelmieńce.